# Аллику (Ида-Вирумаа)
А́ллику (эст. Alliku) — деревня в волости Алутагузе уезда Ида-Вирумаа, Эстония. 
До административной реформы местных самоуправлений Эстонии 2017 года деревня входила в состав упразднённой волости Ийзаку.

## География
Деревня находится в южной части уезда, в пределах низменности Алутагузе, к западу от автодороги 3 (E 264), на расстоянии примерно 30 километров (по прямой) к юго-юго-западу (SSW) от посёлка Йыхви, административного центра уезда. Абсолютная высота — 65 метров над уровнем моря.
Климат деревни характеризуется как переходный от умеренно-морского к умеренно континентальному (Dfb в классификации климатов Кёппена).

## Население
По данным переписи населения 2011 года, в деревне проживало 34 человека (21 мужчина и 13 женщин), из которых эстонцы составляли 97,1 %. Возрастная структура населения: 17,6 % — жители младше 18 лет, 70,6 % — возраст 18–64 года и 11,8 % — в возрасте 65 лет и старше.
По состоянию на 1 января 2019 года число жителей деревни составило 44 человека.